# Elasmus insolitidens
Elasmus insolitidens är en stekelart som beskrevs av Girault 1930. Elasmus insolitidens ingår i släktet Elasmus och familjen finglanssteklar. Inga underarter finns listade i Catalogue of Life.